# Dejana Radanović
Dejana Radanović; nacida 14 de mayo de 1996) es una jugadora de tenis serbia.
Radanović ha ganado un total de 8 títulos individuales y 1 en dobles, en el circuito ITF. El 2 de julio de 2018, logró su mejor ranking mundial que hasta la fecha es el Núm. 187. 
Hizo su debut en un cuadro principal de un torneo WTA a través de cualificación en 2018 Nürnberger Versicherungscup, perdiendo en la primera ronda ante la campeona, Kiki Bertens.
Radanović ha representado a Serbia en la Copa Federación, donde tiene un registro de  2–3.

## Títulos ITF

### Singles (8)
| Leyenda                 |
| ----------------------- |
| $100,000 torneos        |
| $80,000 torneos         |
| $60,000 torneos         |
| $25,000 torneos         |
| $15,000 torneos         |
| $10,000/$15,000 torneos |

| Títulos por superficie |
| ---------------------- |
| Duro (3)               |
| Clay (3)               |
| Hierba (0)             |
| Alfombra (2)           |

| Núm. | Fecha                 | Categoría | Torneo            | Superficie | Adversario              | Puntuación    |
| ---- | --------------------- | --------- | ----------------- | ---------- | ----------------------- | ------------- |
| 1.   | 2 de octubre de 2016  | $10,000   | Sozopol, Bulgaria | Duro       | Andreea Roșca           | 4–0 ret.      |
| 2.   | 19 de febrero de 2017 | $15,000   | Antalya, Turquía  | Clay       | Başak Eraydın           | 6–4, 7–6(7–1) |
| 3.   | 12 Marcha 2017        | $15,000   | Heraklion, Grecia | Clay       | Giulia Gatto-Monticone  | 7–5, 6–3      |
| 4.   | 19 Marcha 2017        | $15,000   | Heraklion, Grecia | Clay       | Raluca Georgiana Șerban | 6–4, 7–6(7–1) |
| 5.   | 6 de mayo de 2017     | $25,000   | Khimki, Rusia     | Duro       | Anna Morgina            | 6–3, 6–3      |
| 6.   | 18 Marcha 2018        | $25,000   | Toyota, Japón     | Duro       | Katherine Sebov         | 6–4, 3–6, 6–4 |
| 7.   | 11 de junio de 2018   | $25,000   | Óbidos, Portugal  | Alfombra   | Giulia Gatto-Monticone  | 6–2, 6–1      |
| 8.   | 17 de junio de 2018   | $25,000   | Óbidos, Portugal  | Alfombra   | Nuria Párrizas Diaz     | 6–3, 6–3      |

### Dobles: 1
| Leyenda                 |
| ----------------------- |
| $100,000 torneos        |
| $80,000 torneos         |
| $60,000 torneos         |
| $25,000 torneos         |
| $15,000 torneos         |
| $10,000/$15,000 torneos |

| Títulos por superficie |
| ---------------------- |
| Duro (1)               |
| Clay (0)               |
| Hierba (0)             |
| Alfombra (0)           |

| Núm. | Fecha                | Categoría | Torneo            | Superficie | Socio            | Adversarios                             | Puntuación |
| ---- | -------------------- | --------- | ----------------- | ---------- | ---------------- | --------------------------------------- | ---------- |
| 1.   | 1 de octubre de 2016 | $10,000   | Sozopol, Bulgaria | Duro       | Petia Arshinkova | Kateřina Kramperová Angelina Zhuravleva | 6–1, 6–3   |